# Mokarex
Mokarex est une marque française de café dont l'usine de conditionnement était située à Épinay-sur-Seine. Cette marque appartient aujourd'hui à la société Legal. Ces derniers produisent encore le café Mokarex mais uniquement pour la grande restauration. 

## Historique
En 1948, Mokarex installe une unité de torréfaction à Épinay-sur-Seine dans des bâtiments modernes en béton. Çette usine reste en activité jusqu'en 1985.

## Figurines
Mokarex est également connue pour ses petits soldats en plastique doré ou gris présents dans les paquets de café. Ceux-ci se collectionnent encore. Les figurines appartiennent à la société Effigie.